# Anders Ådahl
Nils Gunnar Anders Ådahl, född 6 mars 1972 i Gustav Adolfs församling i Borås, är en svensk politiker (centerpartist). Han är ordinarie riksdagsledamot sedan 2022, invald för Västra Götalands läns västra valkrets.
I riksdagen är han suppleant i trafikutskottet och utbildningsutskottet.